# نسخ طبقي

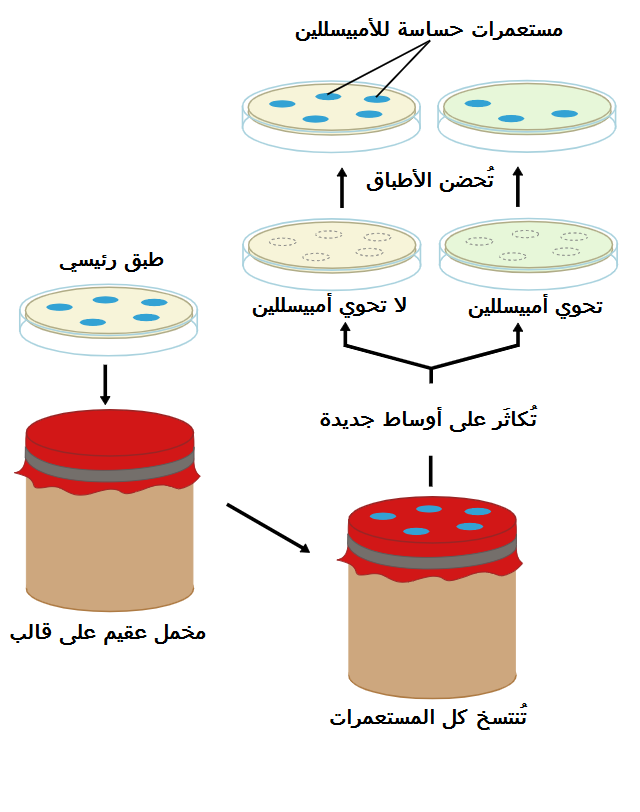
انتقاء سلبي خلال النسخ الطبقي لفحص المستعمرات الحساسة للأمبيسيلين

النسخ الطبقي أو طبق النسخة المطابقة هو تقنية ميكروبيولوجية يُلَقَّح فيها واحد أو أكثر من أطباق بتري الثانوية التي تحتوي على أوساط نمو انتقائية صلبة مختلفة (معتمدة على الآغار) و (تفتقر إلى المواد الغذائية أو تحتوي على مثبطات النمو الكيميائي مثل المضادات الحيوية)  بمستعمرات الكائنات الحية الدقيقة نفسها من طبق أساسي (أو طبق رئيسي)، لإعادة إنتاج النمط المكاني الأصلي للمستعمرات. تتضمن هذه التقنية الضغط على قرص مغطى بالمخمل، ومن ثم بصم الأطباق الثانوية بخلايا في مستعمرات أُزيلت من الطبق الأصلي بواسطة المواد. عموماً، أعداد كبيرة من المستعمرات (تقريباً 30-300) هي عبارة عن أطباق منسوخة نظراً لصعوبة عزل كل منها بشكل فردي على لوحة منفصلة.

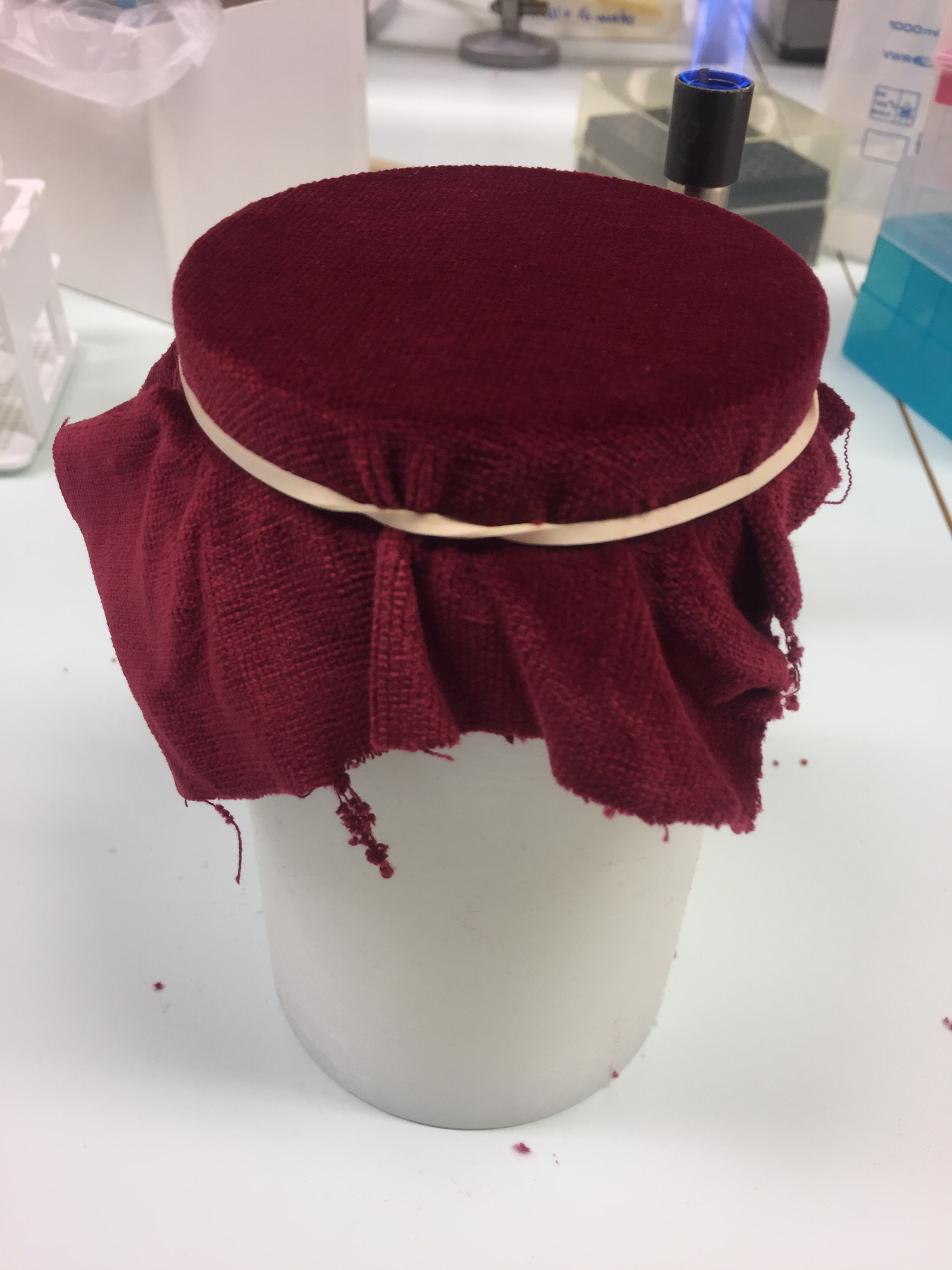
مخمل معقم على قطعة بلاستيكية للنسخ الطبقي

الهدف من النسخ الطبقي هو المقدرة على مقارنة الطبق الرئيسي وأي طبق ثانوي، عادةً لفحص النمط الظاهري المطلوب. على سبيل المثال، عندما تفشل مستعمرة كانت موجودة على الطبق الأساسي (أو الطبق الرئيسي) في الظهور على طبق ثانوي، فإنه يظهر أن المستعمرة كانت حساسة لمادة على ذلك الطبق الثانوي الخاص. وتشمل الأنماط الظاهرية الشائعة القابلة للفحص ضمور الإكسوتروتروت ومقاومة المضادات الحيوية.
النسخ الطبقي مفيد بشكل خاص ل«الانتقاء السلبي». ومع ذلك، فإن الأصح هو الإشارة إليه ب«الفحص السلبي» بدلاً من استخدام مصطلح 'انتقاء'. على سبيل المثال، إذا أراد المرء اختيار مستعمرات حساسة للأمبيسيلين، يمكن نسخ الطبق الأساسي على طبق آغار ثانوي يحتوي على أمبيسيلين. المستعمرات الحساسة على الطبق الثانوي سوف تموت ولكن لا يزال من الممكن استخلاص المستعمرات من الطبق الأساسي حيث أن الاثنين يحتويان على نفس الأنماط المكانية من المستعمرات المقاوِمة  للأمبيسيلين. يمكن بعد ذلك انتقاء المستعمرات الحساسة من الطبق الأساسي. في كثير من الأحيان يكون الطبق الأخير غير انتقائي. في الشكل، طبق غير انتقائي سوف يكون طبق منسوخ بعد طبق الأمبيسيلين للتأكيد على أن غياب النمو على الطبق الانتقائي يرجع إلى الانتقاء نفسه وليس مشكلة في نقل الخلايا. إذا رأى المرء نمواً على الطبق الثالث (غير الانتقائي) ولكن ليس على الثاني، فإن العامل الانتقائي هو المسؤول عن نقص النمو. وإذا لم يُظهِر الطبق الغير انتقائي أي نمو فلا يمكن للمرء أن يقول ما إذا كانت الخلايا القابلة للحياة قد نُقلت على الإطلاق، ولا يمكن التوصل إلى استنتاجات بشأن وجود أو غياب النمو في الأوساط الانتقائية. هذا مفيد بشكل خاص إذا كانت هناك أسئلة حول عمر أو صلاحية الخلايا على الطبق الأصلي.
من خلال زيادة تنوع الأطباق الثانوية بأوساط نمو انتقائية مختلفة، من الممكن فحص عدد كبير من المستعمرات المعزولة الفردية بسرعة لعدد من الأنماط الظاهرية كلما كان هناك عدد أكبر من الأطباق الثانوية.
يتطلب تطوير النسخ الطبقي خطوتين. الخطوة الأولى هي تعريف المشكلة: وهي طريقة لتكرار المستعمرات بشكل محدد. الخطوة الثانية هي ابتكار وسيلة لتنفيذ الخطوة الأولى بشكل موثوق. وَصَفَت إستير ليدربيرغ وجوشوا ليدربيرغ النسخ الطبقي لأول مرة عام 1952.